# Монредон-Лабесонье (кантон)
Монредо́н-Лабесонье́ (фр. Montredon-Labessonnié, окс. La Bessoniá) — упразднённый кантон во Франции, находился в регионе Юг — Пиренеи, департамент Тарн. Входил в состав округа Кастр.
Код INSEE кантона — 8121. Всего в состав кантона Монредон-Лабесонье входили 4 коммуны, из них главной коммуной являлась Монредон-Лабесонье.
Кантон был упразднён в марте 2015 года.

## Население
Население кантона на 2009 год составляло 2664 человека.
| 1962 | 1968 | 1975 | 1982 | 1990 | 1999 | 2009 |
| ---- | ---- | ---- | ---- | ---- | ---- | ---- |
| 2938 | 3125 | 2832 | 2922 | 2811 | 2656 | 2664 |

## Коммуны кантона
| Коммуна            | Население, чел. (2010) | Код INSEE | Почтовый индекс |
| ------------------ | ---------------------- | --------- | --------------- |
| Арифат             | 156                    | 81017     | 81360           |
| Монредон-Лабесонье | 2078                   | 81182     | 81360           |
| Мон-Рок            | 177                    | 81183     | 81120           |
| Рессак             | 248                    | 81221     | 81330           |